# Die Frau im roten Kleid (Film)
Die Frau im roten Kleid ist ein deutscher Fernsehfilm aus dem Jahre 2006, der unter Mitwirkung einer italienischen Filmgesellschaft nach dem Drehbuch von Manfred Kosmann und Claus C. Fischer entstand. Das Drehbuch basiert auf dem gleichnamigen Roman der deutschen Autorin Rose Miriam Reich. In den Hauptrollen spielen Christiane Hörbiger und Katja Studt. Die Regiearbeit von Thomas Jacob ist eine Mischung aus Mutter-Tochter-Drama und Krimi. Der Film wurde bereits mehrfach in der ARD und den dritten Programmen wiederholt.

## Inhalt
Die gut situierte Schauspielerin Ines Kupfer möchte für die Heirat ihrer Tochter Natalie mit Stephan de Groot eine Traumhochzeit im großen Stil ausrichten. Ihre Tochter würde aber am liebsten nur eine bescheidene Vermählung feiern. Ines wird von einer anonymen Anruferin und Briefschreiberin bedroht. Nora Regener, die Ehefrau ihres Hausarztes Thomas Regener, verdächtigt Ines Kupfer, die Geliebte ihres Mannes zu sein. Nora erscheint auf dem Polterabend von Natalie Kupfer und droht Ines, auf der Hochzeit ein Geheimnis preiszugeben. Natalie hört kurze Zeit später ihren zukünftigen Mann Stephan und ihre Mutter über eine frühere Affäre sprechen. Durch einen Unfall verursacht kurze Zeit später Natalie unabsichtlich den Tod Noras im Bootshaus, das wenig später in Flammen aufgeht. Daher versucht die Polizei bald darauf, den Mörder auf der Hochzeitsfeier zu ermitteln. Letztendlich erklärt Ines Kupfer gegenüber der Polizei, dass sie selbst den tödlichen Unfall bei einem Streit verursacht habe. Sie beabsichtigt damit, ihre Tochter zu schützen.

## Produktion
Die Dreharbeiten des vor sommerlicher Alpenkulisse spielenden Filmes fanden in Südafrika nahe Kapstadt statt.

## Rezensionen
- monstersandcritics.de meint, es sei ein  „recht spannender, weil geschickt verdichteter Plot“,  bemängelt jedoch „unfassbar hölzerne, pathetisch aufgeladene Dialoge“.[1]
- TV Spielfilm kanzelt das TV-Melodram als „banale Posse aus der Bussi-Gesellschaft“ ab. Zudem wird kritisiert: „Die miesen, schlecht nachsynchronisierten Dialoge strotzen vor peinlichen Pausen. Das wirkt, als würden die Gäste verlegen nach einem Gesprächsthema suchen. Dazu fällt uns dann auch nichts mehr ein.“[5]
- „Trotz teilweiser negativer Kritiken gilt gerade das Schauspiel der beiden Hauptprotagonistinnen in Fachkreisen als äußerst authentisch und pikant gespickt mit ausdrucksstarker Körpersprache“. (Filmwelt)